# Dhatki
Le dhatki (धाटकी, ڍاٽڪِي), aussi appelé dhatti (धाटी, ڍاٽي) ou thari (थारी, ٿَري), est une langue rajasthani proche du sindhi parlée dans les districts de Jaisalmer et Barmer au Rajasthan en Inde et les districts de Tharparkar et Umerkot au Sindh au Pakistan.

## Écriture
Le dhatki est écrit avec l’alphabet perso-arabe ou la devanagari. Il a aussi été écrit avec le Mahajani (en).